# Hoplorana parterufa
Hoplorana parterufa là một loài bọ cánh cứng trong họ Cerambycidae.